# Shirley MacLaine
Shirley MacLaine (sinh ngày 24 tháng 4 năm 1934) là một nữ diễn viên múa, kịch nghệ và điện ảnh Hoa Kỳ, đã đoạt giải Oscar cho nữ diễn viên chính xuất sắc nhất. Bà cũng là nhà hoạt động (chính trị) và tác giả, với nhiều sách viết về niềm tin duy linh (spirituality) thời đại mới (new age), sự đầu thai, cũng như tự truyện.

## Thời niên thiếu
Được đặt tên theo Shirley Temple, MacLaine có tên thời con gái là Shirley MacLean Beaty, sinh tại Richmond, Virginia. Cha bà là Ira Owens Beaty,, một giáo sư môn tâm lý học, quản lý trường bàng lập và đại lý ngành địa ốc. Mẹ bà là Kathlyn Corinne (nhũ danh MacLean), là một giáo viên kịch nghệ. Ông bà của MacLaine cũng là giáo viên. Mẹ bà gốc người Scotland thuộc thị tộc Maclean. Gia đình theo giáo phái Báp-tít và sùng đạo. Cha của MacLaine di chuyển gia đình từ Richmond tới Norfolk, Virginia rồi tới Arlington, Virginia khi bà còn nhỏ, sau đó tới Waverly, Virginia giữa các năm 1932-1936, cuối cùng người cha nhận một chức vụ ở trường Arlington's Jefferson Middle School. Gia đình sống trong một ngôi nhà ở phía tây của hạt, bên kia Đại lộ Wilson Boulevard, nơi bà và người em trai Warren nổi tiếng là những đứa trẻ phá phách hàng xóm.
Giấc mơ thời niên thiếu của bà là được trở thành nữ diễn viên múa ballet. Bà chăm chỉ học múa ballet, và mỗi khi lớp diễn một vở ballet, bà đều đóng vai nam, vì bà cao nhất lớp. Nhưng cuối cùng, bà cũng được đóng vai nữ đáng kính, vai Fairy Godmother trong vở "Cinderella," và trong khi khởi động ở hậu trường, bà bị trật mắt cá chân. Trong tình thế đó, chắc nhiều người sẽ bỏ diễn, nhưng bà thì cương quyết tiếp tục diễn, chỉ lấy miếng vải buộc chặt mắt cá nhân vào giày, rồi ra trình diễn. Khi diễn xong, bà mới gọi xe cứu thương.
Cuối cùng, MacLaine quyết định bỏ nghề diễn viên múa ballet chuyên nghiệp. Bà nói rằng mình không có kiểu (kích thước) thân thể thích hợp, và không muốn tự nhịn đói (để có dáng người thon thả), cũng như đôi chân của bà không đẹp lắm. Bà quyết định tập trung vào việc diễn xuất. Bà theo học trường cao trung Washington-Lee, nơi bà ở trong đội xướng giọng hoan hô, và diễn xuất trong các vở kịch của trường. Mùa hè trước năm thi tốt nghiệp, bà tới thành phố New York tìm cách diễn kịch ở Broadway và có vài thành bàng. Sau khi tốt nghiệp, bà trở lại (Broadway) và trong vòng một năm bà đạt được mục tiêu là trở thành ngôi sao, khi bà được đóng thay nữ diễn viên Carol Haney trong vở The Pajama Game khi Haney bị vỡ mắt cá chân.
Vài tháng sau, khi Haney vẫn chưa lành, thì đạo diễn chủ nhiệm Hal B. Wallis xem MacLaine diễn và ký giấy cho bà tới Hollywood làm việc cho hãng phim Paramount Pictures. Sau này MacLaine đã kiện Wallis về một tranh chấp hợp đồng, một vụ kiện tụng được cho là đã chấm dứt hệ thống quản lý diễn viên theo phong cách cũ của phim trường.

## Sự nghiệp

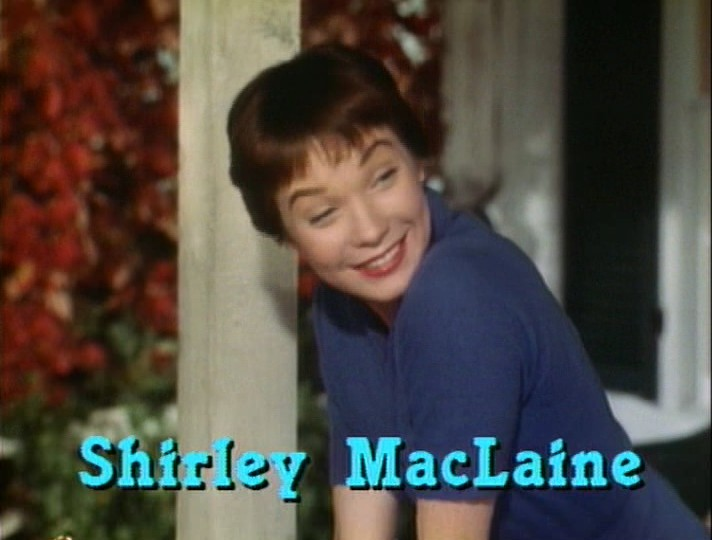
MacLaine trong phim đầu đời The Trouble with Harry (1955)

Bà bắt đầu đóng trong phim The Trouble with Harry của Alfred Hitchcock năm 1955, và đoạt được Giải Quả cầu vàng cho ngôi sao nữ mới trong năm. Năm 1956, bà đóng các phim Hot Spell và Around the World in Eighty Days (Vòng quanh thế giới trong 80 ngày). Cùng thời gian đó, bà đóng vai chính trong phim Some Came Running; phim này mang lại cho bà một đề cử cho Giải Oscar lần đầu, và một đề cử cho Giải Quả cầu vàng. Bà cũng đóng vai chính trong một phim ít được biết đến, là phim "The Children's Hour" cùng với Audrey Hepburn, dựa trên vở kịch của Lillian Hellman. Hai năm sau, bà được đề cử giải Oscar lần thứ hai cho phim The Apartment, cùng đóng vai chính với Jack Lemmon. Phim này đoạt 5 giải Oscar, kể cả giải Oscar cho đạo diễn xuất sắc nhất cho Billy Wilder. Sau này bà nói: "Tôi nghĩ đáng lẽ tôi đoạt giải Oscar cho phim "The Apartment", nhưng rồi "Elizabeth Taylor" phải chịu một thủ thuật mở khí quản (tracheotomy)"; MacLaine lại được đề cử cho phim Irma la Douce (1963), trong đó bà lại tái hợp với Wilder và Lemmon.
Năm 1975, bà được đề cử cho giải Oscar cho phim tài liệu hay nhất cho phim tài liệu của mình The Other Half of the Sky: A China Memoir. Hai năm sau, bà lại được đề cử cho phim The Turning Point, cùng đóng vai chính với Anne Bancroft. Năm 1983 bà đoạt giải Oscar đầu tiên cho phim Terms of Endearment. Phim này đoạt 5 giải Oscar, một giải cho Jack Nicholson và 3 giải cho đạo diễn James L. Brooks. Trong mùa giải năm 1988, bà là nữ diễn viên đầu tiên đoạt giải Quả cầu vàng cho nữ diễn viên phim chính kịch xuất sắc nhất từ khi có Giải Quả cầu vàng, cho phim Madame Sousatzka, nhưng không được đề cử giải Oscar cho vai diễn này. (Kate Winslet trở thành nữ diễn viên thứ nhì đoạt giải cho phim Revolutionary Road (2008)). MacLaine đoạt giải trong phim Madame Sousatzka đồng hạng với Jodie Foster (phim The Accused) và Sigourney Weaver (phim Gorillas in the Mist).
MacLaine cũng đóng vai chính trong các phim chủ yếu khác, như phim Steel Magnolias với Julia Roberts. Bà bắt đầu làm đạo diễn phim châm biếm Bruno, do soạn giả mới David Ciminello viết kịch bản theo phong cách Disney-Meets-David Lynch. MacLaine đóng vai chính Helen trong phim này (phim này cũng phát hành trên băng video, dưới tên The Dress Code). Năm 2007 bà hoàn thành phim Closing the Ring, do Richard Attenborough đạo diễn và Christopher Plummer đóng vai chính. Một số phim đáng chú ý khác mà MacLaine đóng vai chính là "Being There" với Peter Sellers, "Used People" với Jessica Tandy và Kathy Bates, "Guarding Tess" với Nicholas Cage, "Sweet Charity", "Rumor Has It" với Kevin Costner và Jennifer Aniston, cùng "In Her Shoes" với Toni Collette.
MacLaine cũng xuất hiện trên nhiều dự án truyền hình, trong đó có "Out on a Limb", loạt tiểu phẩm tự truyện dựa trên quyển sách cùng tên, "The Salem Witch Trials", "These Old Broads" do Carrie Fisher viết kịch bản, cùng đóng vai chính với Elizabeth Taylor, Debbie Reynolds và Joan Collins, và "Coco", một phim dựa trên cuộc đời của Coco Chanel. Bà cũng có vai trong hài kịch tình huống "Shirley's World".
MacLaine có một ngôi sao ở Đại lộ danh vọng Hollywood tại số 1615 Vine Street.

## Đời tư

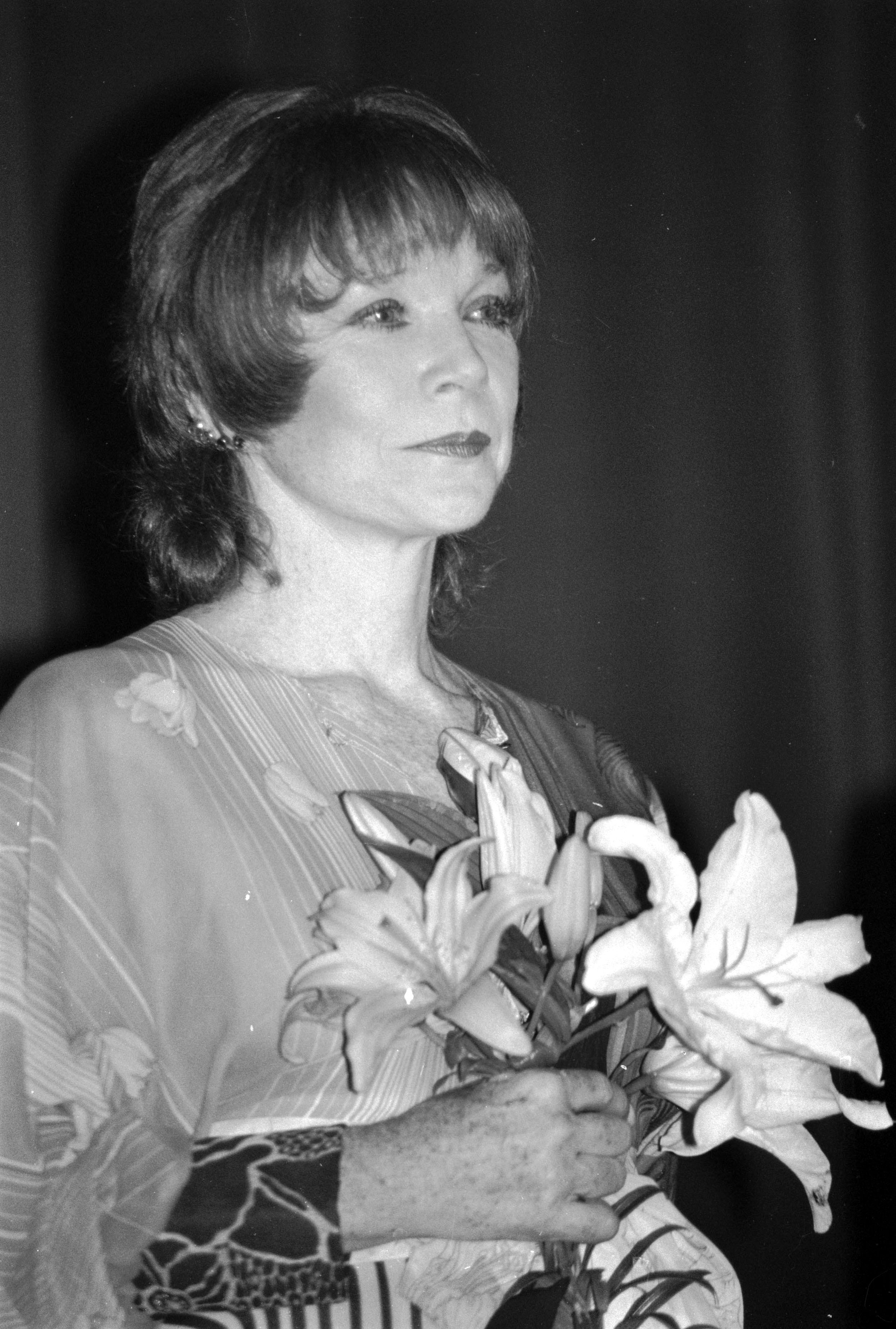
Shirley MacLaine (1987).

MacLaine kết hôn với doanh nhân Steve Parker, họ có một cong gái tên Sachi Parker sinh năm 1956. Năm 1982, họ ly dị.
MacLaine rất quan tâm tới đời sống duy linh. Nhiều sách bán chạy nhất của bà, như Out on a Limb và Dancing in the Light đều mang đề tài chính duy linh. Niềm tin đã buộc bà phải khảo sát tỉ mỉ bản thân và thế giới, kể cả việc đi bộ trên El Camino de Santiago (đường hành hương tới nhà thờ chính tòa Santiago de Compostela ở Galicia, bắc Tây Ban Nha) và làm việc với Chris Griscom. 
MacLaine đã kiện hãng phim Twentieth Century-Fox vì phá hợp đồng, khi hủy bỏ việc sản xuất phim Bloomer Girl, mà bà có hợp đồng đóng vai chính.
Twentieth Century-Fox đã mời bà đóng một vai khác trong phim Big Country, Big Man, với hy vọng bù lại vai diễn bị hủy bỏ kia, nhưng MacLaine đã từ chối, dẫn tới việc hãng Twentieth Century-Fox kháng án lên Tòa án tối cao California năm 1970, trong vụ Parker kiện Twentieth Century-Fox Film Corp., 474 P.2d 689 (Cal. 1970).

## Danh mục phim
| Năm  | Phim                                      | Vai diễn                                                 | Ghi chú |
| ---- | ----------------------------------------- | -------------------------------------------------------- | --- |
| 1955 | The Trouble with Harry                    | Jennifer Rogers                                          | Đề cử — giải BAFTA cho nữ diễn viên chính xuất sắc nhất |
| 1955 | Artists and Models                        | Bessie Sparrowbrush                                      | |
| 1956 | Around the World in 80 Days               | Princess Aouda                                           | |
| 1958 | Some Came Running                         | Ginnie Moorehead                                         | Đề cử — giải Oscar cho nữ diễn viên chính xuất sắc nhất Đề cử — Giải Quả cầu vàng cho nữ diễn viên phim chính kịch xuất sắc nhất |
| 1958 | The Sheepman                              | Dell Payton                                              | |
| 1958 | Hot Spell                                 | Virginia Duval                                           | |
| 1958 | The Matchmaker                            | Irene Molloy                                             | |
| 1958 | Ask Any Girl (phim)                       | Meg Wheeler                                              | giải BAFTA cho nữ diễn viên chính xuất sắc nhất Đề cử — Giải Quả cầu vàng cho nữ diễn viên phim ca nhạc hoặc phim hài xuất sắc nhất Giải Gấu bạc cho nữ diễn viên xuất sắc nhất |
| 1959 | Career                                    | Sharon Kensington                                        | |
| 1960 | Ocean's Eleven                            | Tipsy girl                                               | vai ngắn, không ghi tên |
| 1960 | Can-Can                                   | Simone Pistache                                          | |
| 1960 | The Apartment                             | Fran Kubelik                                             | giải BAFTA cho nữ diễn viên chính xuất sắc nhất Giải Quả cầu vàng cho nữ diễn viên phim ca nhạc hoặc phim hài xuất sắc nhất Cúp Volpi Đề cử — giải Oscar cho nữ diễn viên chính xuất sắc nhất |
| 1961 | The Children's Hour                       | Martha Dobie                                             | Đề cử — Giải Quả cầu vàng cho nữ diễn viên phim chính kịch xuất sắc nhất |
| 1961 | All in a Night's Work                     | Katie Robbins                                            | |
| 1961 | Two Loves                                 | Anna Vorontosov                                          | |
| 1962 | Two for the Seesaw                        | Gittel Mosca                                             | |
| 1962 | My Geisha                                 | Lucy Dell/Yoko Mori                                      | |
| 1963 | Irma la Douce                             | Irma la Douce                                            | Giải Quả cầu vàng cho nữ diễn viên phim ca nhạc hoặc phim hài xuất sắc nhất Đề cử — giải Oscar cho nữ diễn viên chính xuất sắc nhất Đề cử — giải BAFTA cho nữ diễn viên chính xuất sắc nhất |
| 1964 | The Yellow Rolls-Royce                    | Mae Jenkins                                              | |
| 1964 | What a Way to Go!                         | Louisa May Foster                                        | Đề cử - giải BAFTA cho nữ diễn viên chính xuất sắc nhất |
| 1965 | John Goldfarb, Please Come Home           | Jenny Erichson                                           | |
| 1966 | Gambit                                    | Nicole Chang                                             | Đề cử — Giải Quả cầu vàng cho nữ diễn viên phim ca nhạc hoặc phim hài xuất sắc nhất |
| 1967 | Woman Times Seven                         | Paulette/Maria Teresa/Linda/Edith/Eve Minou/Marie/Jeanne | Đề cử — Giải Quả cầu vàng cho nữ diễn viên phim ca nhạc hoặc phim hài xuất sắc nhất |
| 1968 | The Bliss of Mrs. Blossom                 | Harriet Blossom                                          | |
| 1969 | Sweet Charity                             | Charity Hope Valentine                                   | Đề cử — Giải Quả cầu vàng cho nữ diễn viên phim ca nhạc hoặc phim hài xuất sắc nhất |
| 1970 | Two Mules for Sister Sara                 | Sara                                                     | |
| 1971 | Desperate Characters                      | Sophie Bentwood                                          | Giải Gấu bạc cho nữ diễn viên xuất sắc nhất |
| 1972 | The Possession of Joel Delaney            | Norah Benson                                             | |
| 1975 | The Other Half of the Sky: A China Memoir | Bản thân                                                 | Phim tài liệu Viết kịch bản, đạo diễn, sản xuất Đề cử — Giải Oscar cho phim tài liệu hay nhất |
| 1977 | The Turning Point                         | Deedee Rodgers                                           | Đề cử — giải Oscar cho nữ diễn viên chính xuất sắc nhất |
| 1979 | Being There                               | Eve Rand                                                 | Đề cử — giải BAFTA cho nữ diễn viên chính xuất sắc nhất Đề cử — Giải Quả cầu vàng cho nữ diễn viên phim ca nhạc hoặc phim hài xuất sắc nhất |
| 1980 | A Change of Seasons                       | Karyn Evans                                              | |
| 1980 | Loving Couples                            | Evelyn                                                   | |
| 1983 | Terms of Endearment                       | Aurora Greenway                                          | giải Oscar cho nữ diễn viên chính xuất sắc nhất giải David di Donatello cho nữ diễn viên chính xuất sắc nhất Giải Quả cầu vàng cho nữ diễn viên phim chính kịch xuất sắc nhất Giải của Hiệp hội phê bình phim Los Angeles cho nữ diễn viên chính xuất sắc nhất Giải NBRMP cho nữ diễn viên chính xuất sắc nhất Giải của Hội phê bình phim New York cho nữ diễn viên xuất sắc nhất Đề cử — giải BAFTA cho nữ diễn viên chính xuất sắc nhất |
| 1984 | Cannonball Run II                         | Veronica                                                 | |
| 1987 | Out on a Limb                             | Bản thân                                                 | Đề cử — Giải Quả cầu vàng cho nữ diễn viên xuất sắc nhất – Loạt tiểu phẩm hoặc phim truyền hình |
| 1988 | Madame Sousatzka                          | Madame Yuvline Sousatzka                                 | Giải Quả cầu vàng cho nữ diễn viên phim chính kịch xuất sắc nhất Cúp Volpi |
| 1989 | Steel Magnolias                           | Ouiser Boudreaux                                         | Đề cử — giải BAFTA cho nữ diễn viên chính xuất sắc nhất |
| 1990 | Postcards from the Edge                   | Doris Mann                                               | Đề cử — giải BAFTA cho nữ diễn viên phụ xuất sắc nhất Đề cử — Giải Quả cầu vàng cho nữ diễn viên điện ảnh phụ xuất sắc nhất |
| 1990 | Waiting for the Light                     | Aunt Zena                                                | |
| 1991 | Defending Your Life                       | chủ nhà "Past Lives Pavilion"                            | |
| 1992 | Used People                               | Pearl Berman                                             | Đề cử — Giải Quả cầu vàng cho nữ diễn viên phim ca nhạc hoặc phim hài xuất sắc nhất |
| 1993 | Wrestling Ernest Hemingway                | Helen Cooney                                             | |
| 1994 | Guarding Tess                             | Tess Carlisle                                            | Đề cử — Giải Quả cầu vàng cho nữ diễn viên phim ca nhạc hoặc phim hài xuất sắc nhất |
| 1995 | The West Side Waltz                       | Margaret Mary Elderdice                                  | |
| 1996 | The Evening Star                          | Aurora Greenway                                          | |
| 1996 | Mrs. Winterbourne                         | Grace Winterbourne                                       | Đề cử — Giải Vệ tinh cho nữ diễn viên phim ca nhạc hoặc phim hài xuất sắc nhất |
| 1997 | A Smile Like Yours                        | Martha                                                   | không ghi tên |
| 1999 | Joan of Arc                               | Madame de Beaurevoir                                     | |
| 2000 | Bruno                                     | Helen                                                    | |
| 2001 | These Old Broads                          | Kate Westbourne                                          | |
| 2002 | Salem Witch Trials                        | Rebecca Nurse                                            | |
| 2002 | Hell on Heels: The Battle of Mary Kay     | Mary Kay                                                 | Đề cử — Giải Quả cầu vàng cho nữ diễn viên xuất sắc nhất – Loạt tiểu phẩm hoặc phim truyền hình |
| 2003 | Carolina                                  | Grandma Millicent Mirabeau                               | |
| 2005 | Rumor Has It                              | Katharine Richelieu                                      | |
| 2005 | Bewitched                                 | Iris Smythson/Endora                                     | |
| 2005 | In Her Shoes                              | Ella Hirsch                                              | Đề cử — Giải Quả cầu vàng cho nữ diễn viên điện ảnh phụ xuất sắc nhất Đề cử — Giải Vệ tinh cho nữ diễn viên đện ảnh phụ xuất sắc nhất |
| 2007 | Closing the Ring                          | Ethel Ann                                                | |
| 2008 | Coco Chanel                               | Coco Chanel                                              | Đề cử — Giải Quả cầu vàng cho nữ diễn viên xuất sắc nhất – Loạt tiểu phẩm hoặc phim truyền hình Đề cử — Giải của Nghiệp đoàn diễn viên màn ảnh cho nhữ diễn viên xuất sắc trong loạt tiểu phẩm hoặc phim truyền hình |
| 2008 | Anne of Green Gables: A New Beginning     | Amelia Thomas                                            | |

## Truyền hình
- Shirley's World (1971 – 1972) và 1 giờ đặc biệt năm 1977.
- Where Do We Go From Here? (1978) Đoạt Giải Bông hồng vàng (Rose D'Or)
- Out on a Limb (1987)

## Danh mục sách
- MacLaine, Shirley (1970). "Don't Fall Off the Mountain". New York: W.W. Norton & Company Limited. ISBN 9780393073386.
- MacLaine, Shirley (1972). McGovern: The Man and His Beliefs. New York: W.W. Norton & Company Limited. ISBN 9780393053418.
- MacLaine, Shirley (1975). You Can Get There from Here. New York: W.W. Norton & Company Limited. ISBN 9780393074895.
- MacLaine, Shirley (1983). Out on a Limb. New York: Bantam Doubleday Dell Publishing Group. ISBN 9780553050356.
- MacLaine, Shirley (1986). Dancing in the Light. New York: Bantam Books. ISBN 9780553761962.
- MacLaine, Shirley (1987). It's All in the Playing. New York: Bantam Books. ISBN 9780553052176.
- MacLaine, Shirley (1989). Going Within: A Guide to Inner Transformation. New York: Bantam Books. ISBN 9780553678. {{Chú thích sách}}: Kiểm tra giá trị |isbn=: giá trị tổng kiểm (trợ giúp)
- MacLaine, Shirley (1991). Dance While You Can. New York: Bantam Books. ISBN 9780553076073.
- MacLaine, Shirley (1995). My Lucky Stars: A Hollywood Memoir. New York: Bantam Books. ISBN 9780553097177.
- MacLaine, Shirley (2000). The Camino: A Journey of the Spirit. New York: Simon & Schuster Adult Publishing Group. ISBN 9780743400725.
- MacLaine, Shirley (2003). Out on a Leash: Exploring the Nature of Reality and Love. New York: Simon & Schuster Adult Publishing Group. ISBN 9780743485067.
- MacLaine, Shirley (2007). Sage-ing While Age-ing. New York: Simon & Schuster Adult Publishing Group. ISBN 9781416550419.